# Наурзумский район
Наурзу́мский райо́н (каз. Наурызым ауданы) — район в Костанайской области Казахстана. Административный центр — село Караменды. Расстояние от районного центра до областного центра города Костанай — 198 км.

## Физико-географическая характеристика
Расположен на юге в средней части области. Граничит на севере с Аулиекольским районом, на западе — с Камыстинским районом, на юге — с Амангельдинским и Джангельдинским районами, на востоке — с Карасуским районом и Жаркаинским районом Акмолинской области.

### Природно-климатическая зона
Район расположен в Северо-Тургайской физико-географической провинции, в сухостепной подзоне степной зоны.
Территория района относится к Западно-Сибирской климатической области умеренного пояса с резко континентальным климатом — жаркое и сухое лето сменяется холодной и малоснежной зимой. Характерны контрасты зимних и летних температур, а также дня и ночи. Средняя годовая температура — 2,4 °C, при абсолютном максимуме — 41,6 °C, и абсолютном минимуме — −45,7 °C. Среднеиюльские температуры — 19,3 °C—24,2 °C, среднеянварские — −17 °C—-18 °C. Величина суммарного притока солнечной радиации колеблется в пределах 100—140 ккал/см². Продолжительность солнечного сияния равна 2000—2400 часам в год, максимум приходится на летние месяцы. К зиме приток тепла уменьшается в связи с активным вторжением холодных арктических масс и формированием Сибирского антициклона. Западный отрог Сибирского антициклона проходит примерно по 50° с. ш., поэтому на территории Костанайской области в холодное время господствуют ветры южного и юго-западного направления. Средняя скорость ветров — 4—6 м/сек. Для области в целом характерно преобладание ветреной погоды. Весна и осень продолжаются не более 30 дней. Переход среднесуточной температуры через 0°С весной происходит в первой декаде апреля. Осенью переход через 0°С осуществляется в последней декаде октября. Весной случаются поздние заморозки. Летом стоит преимущественно ясная погода. Самый тёплый месяц — июль, но даже в это время температура может опускаться до 2—3 °C. Летом преобладают ветры северного и северо-западного направлений. Район маловодный, наблюдаются засухи, пыльные бури, суховеи в летний период, а зимой снежные метели и бураны. Среднегодовая сумма осадков — 250 мм. Осадки чрезвычайно неравномерно распределяются по месяцам. Максимум осадков (70 %) приходится на летние месяцы. Для сезона вегетации характерно наличие засушливого и полузасушливого периодов, продолжительность и сроки которых варьируются по годам. Распределение осадков по сезонам года, ход летних и зимних температур обуславливают низкую относительную влажность и большой дефицит влажности воздуха в тёплое время года. Уже с конца мая здесь начинается засушливый период, который продолжается до 1-й декады сентября. В районе наблюдается резко выраженное колебание количества осадков по сезонам в разные годы. Средняя мощность снежного покрова — 20 см. Максимальная высота снежного покрова колеблется на открытых местах от 18 до 36 см и 50—70 см — в защищённых. Почва на открытых местах в связи со слабой защищенностью промерзает на глубину 1—1,5 м. В последние годы значительно изменился температурный режим воздуха. Среднегодовая температура увеличилась на 0,6°С. Более холодными стали март, июль и ноябрь, зато среднемесячная температура декабря, января, февраля, апреля и августа повысилась. Зимы стали теплее на 2—4°С, с частыми оттепелями, в связи с чем высота снежного покрова стала уменьшаться. В летнее и осеннее время участились засухи.

### Геология
В геоструктурном отношении Северо-Тургайской провинции соответствует Тургайский эпигерцинский прогиб. Отметки кровли палеозоя колеблются от 100 до 120—150 м и более, а мощность осадочного чехла в среднем не превышает первые сотни метров, постепенно нарастая от западных и восточных бортов прогиба к его осевой зоне. Резко увеличивается осадочная толща в погребенных грабенах фундамента, подобных, например, Наурзумскому, где разрезы мезокайнозоя достигают мощности 500—700 м и более. Платформенный чехол Тургайского прогиба сложен континентальными и морскими осадками от триаса до неогена и плейстоцена включительно. Особенно важным маркирующим горизонтом, который фиксируется по всей территории прогиба, являются отложения последней морской трансгрессии палеогена — соленосные горизонты чеганской свиты (верхний эоцен — нижний олигоцен). Выше них залегают исключительно континентальные слои, представленные песчано-глинистыми осадками олигоцена и миоцена, которые и участвуют в сложении столово-ступенчатого рельефа плато. Четвертичные отложения на междуречьях маломощны, редко превышают 5—7 м. Только в Тургайской ложбине их мощность возрастает до нескольких десятков метров.

### Рельеф
Район Наурзума характеризуется равнинным столово-ступенчатым рельефом, состоящим из нескольких геоморфологических уровней от поверхности Тургайского плато с отметками 220—300 м до плоских равнин широкого (30—50 км) днища Тургайской ложбины, с максимальными отметками 120—125 м над уровнем моря. Денудационно-аккумулятивные супесчаные равнины плато в голоцене подверглись интенсивным эрозионным процессам, вынесенный материал сформировал в центральной части Тургайской ложбины массивы дюнно-бугристых эоловых песков, разделяющих систему озёр Сары-Моин, Жарколь и систему Аксуат. На юго-западе района расположены низкогорные массивы Каргалытау, где находится наивысшая точка района — 308 м, и Кызбельтау.

### Гидрография
Наурзумский район располагается на широтном водоразделе между бассейнами рек Тобол на севере и Тургай на юге. Речная сеть представлена в основном лишь временными водотоками, имеющими сезонный — весенний сток и, преимущественно, широтное направление — со склонов Тургайского плато в Тургайскую ложбину. Крупнейшая и единственная река, имеющая постоянный круглогодичный сток — правый приток Тургая Сарыозен (с притоком Улькен-Дамды) — протекает вдоль юго-восточной границе района. Наиболее крупные реки восточного направления: Дана-Бике и Наурзум-Карасу, протяженностью 58 и 85 км, имеют выраженные бассейны и выработанные в верхнем течении долины. Во время весеннего половодья русла этих рек наполняются водой, которая, достигая озёр, широко разливается в предъустьевой части, образуя мелководные лиманы. В нижнем течении в их руслах сохраняются постоянные плёсы до 1 км длиной и до 20—25 м шириной. Ещё одна река-водоток Улькен-Караелга течёт с юго-запада. В среднем и нижнем течении все они характеризуются слабым уклоном и сравнительно небольшим врезом русел, а вблизи озёрных котловин совершенно выхолаживаются в обширных депрессиях. Более крутые склоны восточного плато дренированы значительно сильнее. Через каждые 10—12 км их прорезают короткие в 10—15 км саи рек Моин, Аккансай, Куркуутал и других. В верховьях и при выходе в ложбину они представляют собой врезанные русла с цепочкой бочагов или небольших плёсов. Предустьевые участки, вблизи озёрных котловин, врезаны очень слабо, иногда обозначены лишь полосой кустарников или совершенно выполаживаются, и во время паводка вода широким фронтом разливается по пониженным участкам степи, так называемым бидаякам. Летом вода сохраняется лишь на небольших участках русел в виде отдельных бочагов и плёсов. Внутригодовое распределение речного стока крайне неравномерно: более 90 % его на крупных и средних реках и почти весь годовой сток малых водотоков формируется в период весеннего снеготаяния, однако характер и продолжительность паводков различны. Притоки основных рек не имеют постоянного водотока и в летнее время пересыхают на отдельных участках.
На территории района представлено большое количество озёр. Крупнейшие из них — пресные и солёные озёра Наурзумской системы, в годы наполнения достигающие общей площади зеркала около 380 км², расположены в Тургайской ложбине. В Сыпсынагашской ложбине (древней долине стока) также имеются многочисленные озёра, преимущественно солёные. Большинство озёр района имеют характер плоских блюдцеобразных котловин с глубинами, редко превышающими 2,5—3 м. Все они бессточные, сорово-дефляционного происхождения с материково-озёрным режимом, питание которых зависит в основном от атмосферных осадков, и частично от грунтовых вод. Как и большинство бессточных озёр аридных и субаридных регионов, они имеют многолетние циклы обводнения, которые следуют климатическим циклам увлажненности. Периоды высокого и среднего наполнения сменяются снижением уровня воды, иногда до полного обсыхания водоёмов, и через некоторое время новым наполнением. Такой природный механизм останавливает и поворачивает вспять процессы засоления озёрных котловин, заиления или зарастания жесткой надводной растительностью. Повторяющиеся циклы наполнения озёр занимают от 7 до 15 лет. По степени минерализации воды озёра подразделяются на лишенные растительности «соры», слабосолёные, с узким бордюром из тростника, и пресные, с обильной водной растительностью.

### Почвы
Район относится к Казахстанской сухостепной провинции тёмно-каштановых и каштановых почв. Однако для неё характерно значительное разнообразие почвенного покрова, выражающееся в различии почв по механическому составу, степени увлажнения и засоленности. На плоских водоразделах, окружающих Тургайскую ложбину, сформировались тёмно-каштановые суглинистые и тяжело суглинистые почвы с широким распространением солонцовых почв в комплексе с солончаковатыми солонцами. На большей части современной территории района, относящейся к геоморфологическому уровню денудационно-аккумулятивных супесчаных равнин, представлены тёмно-каштановые песчаные и супесчаные почвы. Под лесной растительностью в Наурзумском бору развиты дерново-боровые почвы. В Тургайской ложбине вокруг озёр системы Сары-Моин и Аксуат преобладают лугово-каштановые и луговые почвы в комплексе с солончаками.

## Природа
На территории района находится Наурзумский заповедник, являющийся частью природного объекта Всемирного наследия ЮНЕСКО Сарыарка — Степи и озёра Северного Казахстана (объект № 1102).

### Растительный мир
Флора включает 687 видов высших растений, что исключительно много для степной зоны. Среди них 5 видов эндемиков, распространённых в Арало-Каспийском и Верхне-Тобольском флористических районах (берёза киргизская, астрагал Нины, астрагал Кустанайский, тимьян казахстанский, льнянка длинноплодная), а также 5 видов реликтовых: тонконог жестколистый, ковыль перистый, чий блестящий, кувшинка белая, селитрянка Шобера. Сосновые леса Наурзумского бора являются реликтовыми, так как они сохранились в малоизменённом виде с третичного или начала четвертичного периода.

### Животный мир
Фауна района очень разнообразна и не изучена в полной мере до настоящего времени. Наиболее богата орнитофауна. В составе орнитофауны 282 вида, в том числе 158 гнездящиеся. Наурзумские озёра с древних времён служили перевалочным пунктом на пути движения многих видов птиц, зимовавших в Иране, Индии, Средней Азии, по Тургайскому перелётному пути дальше на север, к местам гнездования. В годы наполнения Наурзумские озёра являются районом массового гнездования водоплавающих и водно-болотных птиц. В зависимости от состояния обводненности численность изменяется в очень больших пределах. Оптимальные условия для гнездования создаются на второй — третий год после обводнения — с образованием обширных разливов и мелководий, развитием прибрежной растительности. Редкие птицы представлены 44 видами: 36 включены в Красную книгу Казахстана, 23 — в Международную. Из 44 видов млекопитающих, зарегистрированных в районе, постоянно обитают 42 вида (один — сайга приходила в период летних кочёвок до 1994 года, дважды отмечена лесная куница). В степях доминирующей группой являются грызуны. Из пустынных видов на самом юге в районе озёр Сулы и Кулаголь отмечен приаральский толстохвостый тушканчик. По числу видов млекопитающие представляют 24,7 % от всей териофауны Казахстана. Представлены 3 вида пресмыкающихся и 3 вида земноводных. Фауна рыб включает 10 видов.

## История
Район образован Указом Президиума Верховного Совета Казахской ССР от 31 декабря 1964 года. Районным центром было выбрано село Докучаевка. В состав образованного района были включены сельские советы: Дамдинский и Комсомольский Амангельдинского района, Шолаксайский Октябрьского района, Наурзумский, Раздольный и территория Коктальского совхоза Сюлукольского сельского совета Семиозёрного района.
Ядерные испытания на полигоне Регион-5 24.11.1972 г. в 10:00 по местному времени, в 20 км. севернее районного центра села Докучаевка на глубине 423 метров, был произведён подземный взрыв мощностью заряда 6.60 килотонн .  В источнике описывается цель взрыва следующим образом: «взрыв в скважине № Р-5 с целью глубинного сейсмического зондирования Земли»

## Население
Национальный состав (на начало 2019 года):
- казахи — 7737 чел. (71,87 %)
- русские — 1595 чел. (14,82 %)
- украинцы — 591 чел. (5,49 %)
- азербайджанцы — 253 чел. (2,35 %)
- татары — 177 чел. (1,64 %)
- белорусы — 131 чел. (1,22 %)
- немцы — 100 чел. (0,93 %)
- башкиры — 49 чел. (0,46 %)
- другие — 133 чел. (1,24 %)
- Всего — 10 766 чел. (100,00 %)

## Административно-территориальное устройство
На момент образования район включал следующие сельсоветы: Дамдинский, Комсомольский, Наурзумский, Раздольный, Шолоксайский.
Решением Кустанайского облисполкома от 8 января 1965 года образован Коктальский сельсовет с центром в посёлке Докучаевка, населённые пункты: Данабике, Киевка, Шукур.
Указом Президиума Верховного Совета Казахской ССР от 2 августа 1966 года сельсовету, образованному решением Кустанайского облисполкома от 1 июня 1966 года, присвоено наименование Буревестнинский.
Указом Президиума Верховного Совета Казахской ССР от 29 сентября 1966 года сельсовету, образованному решением Кустанайского облисполкома от 16 сентября 1966 года с центром в селе Уленды, присвоено наименование Улендинский. Населенные пункты: Атжарган, Кара-Кудук, Тобе-Кудук, Уленды, Шолаккопа Раздольного сельсовета.
Указом Президиума Верховного Совета Казахской ССР от 11 июля 1967 года сельсовету, созданному решением Кустанайского облисполкома от 9 июня 1967 года, присвоено наименование Талдинский.
Указом Президиума Верховного Совета Казахской ССР от 10 сентября 1974 года внесено изменение в транскрипцию названия населённого пункта
Оленты — Олентi — Оленти.
Указом Президиума Верховного Совета Казахской ССР от 10 ноября 1975 года посёлок Кожа Наурзумского сельсовета переименован в посёлок Новонаурзумский.
Решением Кустанайского облисполкома от 31 декабря 1976 года исключены из учётных данных:
село Данабике Коктальского сельсовета,
посёлок Аликбай, село Бушат, посёлок Карасу Талдинского сельсовета,
посёлок Тобекудук Улендинского сельсовета.
Решением Кустанайского облисполкома от 11 февраля 1977 года центр Наурзумского сельсовета перенесён из посёлка Наурзумский в посёлок Новонаурзумский.
Указом Президиума Верховного Совета Казахской ССР от 18 мая 1983 года сельсовету, образованному решением Кустанайского облисполкома от 8 апреля 1983 года с центром в селе Джамбул, присвоено наименование Джамбулский.
Указом Президиума Верховного Совета Казахской ССР от 30 июня 1983 года Коктальский сельсовет переименован в Докучаевский.
На 1 января 1983 года сельсоветы: Буревестнинский, Дамдинский, Докучаевский, Комсомольский, Наурзумский, Раздольный, Талдинский, Улендинский, Шолоксайский.
Решением Кустанайского облисполкома от 20 июля 1984 года Талдинский сельсовет переименован в Шилинский.
Указом Президиума Верховного Совета Казахской ССР от 29 октября 1984 года населённому пункту на территории Буревестнинского сельсовета, в котором расположена центральная усадьба совхоза «Авангард», присвоено наименование посёлок Акбулак.
Решением Кустанайского облисполкома от 27 декабря 1985 года образован Акбулакский сельсовет с центром в селе Акбулак.
Указом Президиума Верховного Совета Казахской ССР от 9 июля 1988 года переданы Буйректальский, Октябрьский, Степнякский сельсоветы упразднённого Амантогайского района.
Решением Кустанайского облисполкома от 9 июля 1986 года Комсомольский сельсовет переименован в Мерекенский.
Указом Президиума Верховного Совета Казахской ССР от 17 августа 1990 года Буйректальский сельсовет передан в состав Амантогайского района Тургайской области.
Постановлением Кустанайского облмаслихата — собрания депутатов (третья сессия) от 15 июля 1994 года в границах бывших сельсоветов образованы сельские округа, включившие в себя несколько населённых пунктов:
1. Дамдинский, центр село Дамды, сёла: Дамды, Каракудук,
2. Жамбылский, центр село Жамбыл, сёла: Жамбыл, Киевка, Новостройка,
3. Наурзумский, центр село Кожа, сёла: Кожа, Егинсай, Наурзум, Октябрь, Сарышиганак,
4. Мерекенский, центр село Мереке, сёла: Мереке, Бестамак, Кайга,
5. Улендинский, центр село Уленды, сёла: Уленды, Каракудук, Урожайное, Шолаккопа,
6. Шолаксайский, центр село Шолаксай, сёла: Шолаксай, Казанское, Копа.

Этим же постановлением утвержден перечень сёл, администрации которых не имеют в своём подчинении других населённых пунктов:
1. село Акбулак — Акбулакская,
2. село Буревестник — Буревестнинская,
3. село Докучаевка — Докучаевская,
4. село Раздольное — Раздольненская,
5. село Шили — Шилинская.

Село Карагайлы исключено из административно-территориального деления области 15 июля 1994 года.
Село Шубар утратило статус самостоятельной административно-территориальной единицы, вошло в состав ближайшего поселения.
Решением костанайского облмаслихата и акима области (шестнадцатая сессия) от 28 августа 1998 года село Докучаевка переименовано в село Караменды.
По данным на 1 января 2000 года Наурзумский район состояло из:
1. село Раздольное;
2. село Шили;
3. Буревестнинского сельского округа в составе сёл: Акбулак, Буревестник;
4. Дамдинского сельского округа в составе сёл: Дамды, Каракудук;
5. Карамендинского сельского округа в составе сёл: Жамбыл, Караменды, Киевка, Новостройка;
6. Мерекенского сельского округа в составе сёл: Бестамак, Кайга, Мереке;
7. Наурзумского сельского округа в составе сёл: Егинсай, Кожа, Наурзум, Октябрь, Сарышиганак;
8. Улендинского сельского округа в составе сёл: Каракудук, Уленды, Урожайное, Шолаккопа;
9. Шолаксайского сельского округа в составе сёл: Казанское, Копа, Шолаксай.

На 1 января 2015 года в Наурзумский район входит 3 сельских округа и 5 сёл, приравненных к сельским округам (всего 12 населённых пунктов):
| Сельские округа                | Населённые пункты                   |
| Буревестненский сельский округ | село Буревестник, село Акбулак      |
| Дамдинский сельский округ      | село Дамды, село Мереке, село Кайга |
| Карамендинский сельский округ  | село Караменды, село Жамбыл         |
| Село Кожа                      | село Кожа                           |
| Село Раздольное                | село Раздольное                     |
| Аул Уленды                     | аул Уленды                          |
| Село Шили                      | село Шили                           |
| Село Шолаксай                  | село Шолаксай                       |

## Экономика
Главное направление экономики — сельское хозяйство (животноводство и растениеводство).

## Известные личности
- Урал Байгунсович Мухамеджанов — государственный деятель и политик, Председатель Мажилиса Парламента Республики Казахстан ІІІ созыва.
- Шайсултан Шаяхметович Шаяхметов — первый министр науки и образования Республики Казахстан.
- Ирина Петровна Аронова — депутат Мажилиса Парламента Республики Казахстан.
- Абзал Мирасбекович Мухитдинов — художественный руководитель и главный дирижёр Президентского оркестра, магистр музыки Йоркского университета.
- Асия Аиповна Беркенова — народный акын Республики Казахстан, победитель многих республиканских и международных айтысов.
- Мендыбай Койшибаевич Алин — художник, дизайнер, один из авторов дизайна тенге.
- Николай Григорьевич Козлов — директор совхоза «Буревестник», Герой Социалистического труда.
- Ескен Досмагамбетович Саркубенов — депутат, шофер, Герой Социалистического труда.
- А. А. Сарафенюк — бригадир полеводства, Герой Социалистического труда.
- М. А. Егорова — трижды кавалер ордена «Красного Знамени».